# Йон Страт
Йон Страт (рум. Ioan Strat, *1836, Роман (нині жудець Нямц, Румунія) — †20 жовтня 1879, Бухарест) — румунський державний і політичний діяч, юрист, педагог, професор, доктор права, перший ректор Ясського університету Александру Куза (1860-1861), дипломат.

## Біографія
За походженням — молдаванин.
У 1855-1859 вивчав право та державне управління в університетах Гейдельберга і Берліна, де отримав докторський ступінь.
Після повернення на батьківщину, став особистим секретарем міністра внутрішніх справ Михаїла Коґельничану.
З 1860 — професор політичної економії в недавно заснованому університеті Ясс. Перший завідувач факультету політекономії, в 1860-1861 обраний першим ректором Ясського університету, був також першим деканом факультету права.
У 1864 став членом Державної ради, потім, міністром фінансів в уряді Константина Босяну (січень — червень 1865), міністром у справах релігій (липень 1866 -1867) і знову міністром фінансів (січень-березень 1876).
Він також працював дипломатом у Парижі і Константинополі. У травні 1864 став сенатором Об'єднаного князівства Валахії і Молдови. У квітні 1866 був обраний до Установчих зборів князівства Валахії і Молдови.

## Наукова діяльність
Основна праця Страта — «Політична економія» 1869, перший в Румунії науковий трактат університетського рівня з цього питання. Автор книг «Погляд на румунський питання» (1858), «Про італійське кримінальне право» (1859) і «Дослідження з питання бюджету» (1868).
Страт був серед тих, хто стояв біля витоків створення інститутів румунської держави на основі Об'єднаного князівства Валахії і Молдови, створював основи політичної економії Румунії як науки, займався підготовкою кадрів з метою модернізації економіки держави. Переконаний прихильник вільної торгівлі, він вважав, що економічна діяльність регулюється природними силами і повинна бути вільною від всіх обмежень, в тому числі, державних.